# آلبرت زافی
آلبرت زافی (انگلیسی: Albert Zafy؛ زادهٔ ۱ مهٔ ۱۹۲۷ – درگذشتهٔ ۱۳ اکتبر ۲۰۱۷) یک سیاستمدار و آموزگار اهل ماداگاسکار بود. وی از ۲۷ مارس ۱۹۹۳ تا ۵ سپتامبر ۱۹۹۶ رئیس‌جمهور این کشور بود.
آلبرت زافی در ۱۳ اکتبر ۲۰۱۷، در سن ۹۰ سالگی بر اثر سکته مغزی درگذشت.